# Nivaria
Nivaria  o Ninguaria eran los nombres con los que los romanos conocían una isla que en la actualidad se suele identificar con la isla de Tenerife (Islas Canarias, España), en referencia a las nieves posadas sobre el volcán de la isla conocido como el Teide.

## Etimología
El naturalista romano Plinio el Viejo fue el primero en dar testimonio escrito sobre las Insulae Hesperidum (Islas Hespérides) y se refiere a Ninguaria por sus nieves en invierno, las que cubren el actual pico del Teide. En el siglo IV, Cayo Julio Solino aportó el nombre de Nivaria para referirse a la misma isla de Plinio.